# Vetenskapsåret 1786

## Händelser
- 20 mars - Gustav III tillkännager sitt beslut att grunda Svenska Akademien.
- 5 april - Svenska Akademien instiftas vid ett möte på Börshuset i Stockholm.

### Astronomi
- Okänt datum - Enckes komet siktas för första gången [1].

## Pristagare
- Copleymedaljen: Medaljen utdelades ej detta år.

## Födda
- 5 januari - Thomas Nuttall (död 1859), brittisk biolog.
- 26 februari - François Jean Dominique Arago (död 1853), fransk astronom, fysiker och statsman.

## Avlidna
- 25 februari - Thomas Wright (född 1711), engelsk astronom.
- 2 maj – Petronella Johanna de Timmerman (född 1723), nederländsk fysiker.
- 21 maj - Carl Wilhelm Scheele (född 1742), tysk-svensk kemist och apotekare.
- Eva Ekeblad (född 1724), svensk kemist.

### Fotnoter
1. ↑  Så funkar universum, James Muirden